# Ásgarðr
Ásgarðr (in norreno, lett. "Giardino degli Dèi" o "Città degli Dèi"; spesso semplificato in Asgard), anche italianizzato in Asgardo, Asgarda, Asgardia, e Asgarde, è nella mitologia norrena la residenza degli Ansi (Æsir), gli dèi celesti.
Questo mondo è separato dal mondo dei mortali, detto Miðgarðr ("Terra di Mezzo"), ma i due sono collegati dal ponte Bifrǫst (arcobaleno). Molti indicano Asgard come fosse una città, ma essa è descritta come un insieme di sale.
Anche detta Ásaheimr ("Casa degli Dèi") o Goðheimr (idem), queste parole tuttavia designano anche la dimensione celeste in cui Asgard è situata. Goðheimr inoltre fa riferimento al concetto di "dèi" (goð) più generico, laddove gli altri termini si riferiscono nello specifico agli dèi celesti (Ansi) e non a quelli della fertilità terrestre (Vani, Vanir).

## Ubicazione evemeristica e celeste
Nell'interpretazione evemeristica di Snorri, sviluppata nell'introduzione all'Edda e nella Ynglinga saga, Asgard viene identificata con la Troia omerica, nella Tyrkland (Turchia).
Tuttavia, nell'Edda, Snorri dà una descrizione confusa e contraddittoria della sua ubicazione, anche se frequentemente indica che si trova in cielo (polo nord), dove si trova anche il Valhalla. Oltre all'identificazione con Troia, l'autore riporta altri due riferimenti a una collocazione terrena: il racconto del leggendario viaggio del re Gylfi, che parte dalla Svezia e arriva nell'Asgard per trovare sapienza e conoscenza, senza lasciare la Terra, e la citazione del Carme di Grimnir, che situa la casa del dio Baldr "in quella terra dove io so che non vi sono / rune malefiche".

## Costruzione
I muri che circondano Asgard furono costruiti da un gigante (spesso identificato come gigante del ghiaccio), che in cambio avrebbe dovuto ricevere come sposa Freia e anche il sole e la luna. Questo purché il lavoro fosse completato entro sei mesi e senza alcun aiuto da esterni. Il gigante chiese se avesse potuto usare il suo cavallo, Svaðilfœri, gli dèi acconsentirono ma questo suo cavallo si rivelò un eccezionale lavoratore, tanto che era il doppio più veloce del suo padrone. Per evitare di onorare l'accordo Loki attirò lontano il cavallo magico del gigante, trasformandosi in una giumenta. Il lavoro non venne completato in tempo e gli dèi pertanto evasero il pagamento. Thor uccise il gigante e quando Loki uscì dalla foresta diede alla luce Sleipnir, il migliore di tutti i cavalli, che divenne il destriero di Odino.

## Sale
Nota: Si usa il termine sala, secondo l'usanza nordica, per indicare l'edificio principale nel quale hanno luogo i conviti e le feste.
Asgard è un insieme di dodici palazzi principali, in cui dimorano gli dèi citati nel Grímnismál:
- Þrúðheimr, palazzo di Þórr;
- Ýdalir, palazzo di Ullr;
- Válaskjálf, palazzo di Váli con il trono di Odino Hliðskjálf;
- Søkkvabekkr, palazzo di Sága, interamente di vetro, nei pressi vi scorreva una cascata dal cui suono si traevano presagi; qui dimoravano anche Bragi e Idun, con le sue mele;
- Glaðsheimr, dimora di Odino dove potrebbe ritenersi collocata la sala Valhalla, dove veniva accolta metà degli eroi morti in battaglia;
- Fensalir, palazzo di Frigg, ove la dea piange la morte del figlio Baldr (nella Völuspá, stanza 33, si dice "ma Frigg pianse in Fensalir il dolore di Valhöll");
- Þrymheimr, palazzo di Skaði;
- Breiðablik, palazzo di Baldr, di oro massiccio e splendente, in esso nessun male, nessun delitto, nessuna colpa potevano essere perpetrati;
- Himinbjörg, palazzo di Heimdallr, da lì si originava il ponte dell'arcobaleno Bifrǫst;
- Folkvangr, dimora di Freia con la sala Sessrúmnir, dove veniva accolta l’altra metà dei guerrieri morti eroicamente in battaglia;
- Glitnir, palazzo di Forseti giudice supremo, il palazzo aveva porte d'oro e tetti d'argento;
- Nóatún, palazzo di Njörðr, vicino al mare.

Altri luoghi di rilievo:
- Álfheimr, il mondo degli Álfar (elfi), donato a Freyr come regalo per il suo primo dente;
- Vingólf, la sala riunione di tutti gli dèi;
- Idafeld, l'officina del fabbro;
- Viði ("Boscoso"), dimora di Viðarr, ove l'ase silenzioso osserva un silenzio rituale e si prepara alla venuta di Ragnarök;
- Bifrǫst, è il ponte arcobaleno che congiunge il mondo umano (Midgard) con Asgard; è l'unica via di congiunzione tra le due dimensioni.

## Asgard nei media moderni di massa
- Nella serie anime I Cavalieri dello zodiaco è presente una saga ambientata ad Asgard (che tuttavia è intesa come un luogo artico all'estremo nord dell'Europa e non come la dimora degli dèi). Questa saga è preceduta anche da un film ambientato in un luogo simile denominato sempre Asgard: L'ardente scontro degli dei.
- Nel sequel del film d’animazione Atlantis - L'impero perduto si fa riferimento ad Asgard come base di un pazzo nemico che credeva di essere Odino.
- Il regno degli Ansi viene citato diverse volte nel videogioco God of War, pur non essendo un regno esplorabile. Asgard sarà esplorabile nel sequel God of War: Ragnarok.
- La casa produttrice di fumetti Marvel Comics, si è ispirata all'Asgard del mito per la creazione di alcuni personaggi come Odino o Thor e la loro dimora originaria nei suoi fumetti.
- Nella serie televisiva della Fox (per l'Italia) e negli omonimi libri di Melissa de la Cruz Le streghe dell'East End, le protagoniste sono le Beauchamp che vengono da un altro mondo chiamato Asgard.
- È presente, come luogo esplorabile, in Assassin's Creed Valhalla.